# Филиппов, Виталий Константинович
Виталий Константинович Филиппов (25 февраля 1903, с. Старая Кульна, Подольская губерния — 23 марта 1978, Киев) — советский кинооператор.

## Биография
Родился в 1903 году в селе Старая Кульна, Подольская губерния, в семье агронома.
Участник Гражданской войны, в Красной армии с 1920 года.
В 1931 году окончил Киевский институт кинематографии.
В 1931—1963 годах — кинооператор Киевской киностудии.
Умер в 1978 году в Киеве.

## Фильмография
- 1930 — Чёрные дни
- 1936 — Однажды летом
- 1953 — Калиновая роща (фильм-спектакль)
- 1954 — Командир корабля
- 1955 — Приключения с пиджаком Тарапуньки (к/м)
- 1956 — Путешествие в молодость
- 1956 — Суета (фильм-спектакль)
- 1957 — Далёкое и близкое
- 1958 — Сватанье на Гончаровке (фильм-спектакль)
- 1959 — Его поколение